# فریزنوک
فریزنوک یک روستا در ایران است که در دهستان باقران واقع شده‌است. فریزنوک ۶۵ نفر جمعیت دارد.